# Кодекс Каликста
Кодекс Ка́ликста (лат. Codex Calixtinus) — иллюминированная испанская рукопись XII века, аббревиатура RISM: E-SC s.n. Основное содержание кодекса — описание деяний и литургии св. Иакова, а также совершённых им посмертных чудес. Важный памятник средневековой музыки.

## История
Автором кодекса считался папа Каликст II, отсюда и название. Однако современные исследователи считают, что кодекс был написан несколькими авторами и собран воедино между 1130 и 1140 годами (Каликст II умер в 1124 году).
Первый известный экземпляр кодекса хранился в соборе св. Иакова в галисийском городе Сантьяго-де-Компостела и датируется 1150-ми годами. В июле 2011 года манускрипт был украден. 5 июля 2012 пропажу обнаружили в частном гараже неподалёку от храма. Предполагаемые похитители были задержаны, ими оказались электрик, который на протяжении 25 лет работал в соборе, а также его жена и сын.
В Барселоне находится копия, ныне известная под названием Ripoll (по названию монастыря en:Santa Maria de Ripoll), которая была сделана в 1173 году монахом Арнальдо де Монте.

## Содержание
Кодекс состоит из пяти книг, посвящённых апостолу Иакову (Сантьяго Матаморос).
- Книга I (Антология литургий) занимает почти половину кодекса и включает проповеди и литургии, связанные со святым Иаковом. В Первой книге также содержится монодическая церковная и паралитургическая музыка — тропированные части мессы, 4 кондукта, версикул Benedicamus Domino и др.
- Книга II (Книга чудес) — содержит описание 22 чудес по всей Европе, связанных со святым Иаковом.
- Книга III содержит описание переноса тела святого из Иерусалима в Галисию.
- Книга IV (История Карла Великого и Роланда, en:Historia Caroli Magni) описывает поход Карла Великого в Испанию, его поражение в битве в Ронсевальском ущелье и смерть рыцаря Роланда.
- Книга V содержит практическое руководство для паломников и считается самым первым из путеводителей по Испании; автор этого путеводителя — Эмерик Пико (англ.). Приложение к Пятой книге кодекса представляет интерес также для исследователей музыки. Оно включает 20 преимущественно двухголосных композиций духовной тематики, а также трёхголосный кондукт Congaudeant catholici. Автор стихов к паралитургическим песням, возможно, тот же Пико.